# Parachabora umbrescens
Parachabora umbrescens là một loài bướm đêm trong họ Noctuidae.